# Lista uzbrojenia i sprzętu bojowego United States Army
Lista uzbrojenia i sprzętu bojowego United States Army zawiera broń strzelecką, broń białą oraz sprzęt bojowy używaną współczśnie.

## Broń indywidualna
W roku 1985 podstawowym pistoletem US Army została Beretta 92 (przyjęta pod oznaczeniem M9). Zastąpiła ona wysłużone pistolety Colt M1911 obecne w armii amerykańskiej od roku 1911. W wyniku tej zmiany w US Army pojawił się nowy nabój: 9 mm Parabellum o mniejszej sile obalającej od starego naboju .45 ACP. Uzupełnieniem pistoletu M9 jest mniejszy M11 (kompaktowa wersja pistoletu Sig-Sauer P226) chętnie używany jako zapasowa broń.
Podstawowym karabinkiem US Army od roku 1967 pozostaje karabinek M16 (obecnie w wersji M16A4 przyjętej w roku 2003). Uzupełnieniem arsenału jest krótsza wersja oznaczona jako M4 przeznaczona dla sił specjalnych i załóg pojazdów.
Siłę ognia drużyny wzmacnia wprowadzony w latach 80. XX wieku karabin maszynowy M249 SAW (odmiana belgijskiego FN Minimi).

### Pistolety
| Zdjęcie | Nazwa                  | Data wprowadzenia do użytkowania | Formacja użytkująca daną broń | Uwagi                                      |
| ------- | ---------------------- | -------------------------------- | ----------------------------- | ------------------------------------------ |
|         | Pistolet M9            | 1985                             | US Army                       |                                            |
|         | Pistolet M11           | 1990                             | US Army                       | Kompaktowa wersja pistoletu Sig-Sauer P226 |
|         | Pistolet HK MK23 SOCOM | 1996                             | US Army Special Forces        |                                            |

### Karabiny i karabinki
| Zdjęcie | Nazwa                                        | Data wprowadzenia do użytkowania | Formacja użytkująca daną broń          | Uwagi                                 |
| ------- | -------------------------------------------- | -------------------------------- | -------------------------------------- | ------------------------------------- |
|         | Karabinek M16A4                              | 2003                             | US Army                                |                                       |
|         | Karabinek M4/M4A1                            | 1994                             | US Army                                |                                       |
|         | Karabinek FN SCAR                            | 2007                             | US Army: m.in. 75 Pułk US Army Rangers |                                       |
|         | Karabinek M231 FPW                           | 1979                             | US Army                                |                                       |
|         | Karabinek Mk 12 SPR                          | bd (po 2002)                     | US Army: m.in. 75 Pułk US Army Rangers | Zmodyfikowana wersja karabinku M16    |
|         | Karabinek SDM-R                              | 2004                             | US Army                                | Zmodyfikowana wersja karabinku M16    |
|         | Karabin Mk 14 EBR                            | 2004                             | US Army                                | Zmodyfikowana wersja karabinu M14     |
|         | Karabin wyborowy M24                         | 1988                             | US Army                                |                                       |
|         | Karabin wyborowy XM2010                      | 2011                             | US Army                                |                                       |
|         | Karabin wyborowy M110                        | 2007                             | US Army                                |                                       |
|         | Karabin wyborowy M25                         | ok. 1991                         | US Army Special Forces                 | Modyfikacja karabinu M21              |
|         | Wielkokalibrowy karabin wyborowy Barrett M82 | 1989                             | US Army                                | Zakupiono niewielkie ilości tej broni |
|         | Wielkokalibrowy karabin wyborowy M107        | 2001                             | US Army                                |                                       |

### Karabiny maszynowe
| Zdjęcie | Nazwa                      | Data wprowadzenia do użytkowania | Formacja użytkująca daną broń | Uwagi |
| ------- | -------------------------- | -------------------------------- | ----------------------------- | ----- |
|         | Karabin maszynowy M249 SAW | 1984                             | US Army                       |       |

### Granaty ręczne
| Zdjęcie | Nazwa                      | Data wprowadzenia do użytkowania | Formacja użytkująca daną broń | Uwagi                                                                                           |
| ------- | -------------------------- | -------------------------------- | ----------------------------- | ----------------------------------------------------------------------------------------------- |
|         | Granat obronny M67         | b.d.                             | US Army                       |                                                                                                 |
|         | Granat dymny AN-M18        | b.d.                             | US Army                       | Granat wytwarza kolorowy dym (w zależności od granatu – czerwony, żółty, fioletowy lub zielony) |
|         | Granat dymny AN-M8         | b.d.                             | US Army                       | Granat wytwarza gęsty biały dym                                                                 |
|         | Granat błyskowo-hukowy M84 | 1995                             | US Army                       |                                                                                                 |
|         | Granat zapalający AN-M14   | b.d.                             | US Army                       |                                                                                                 |
|         | Granat zaczepny MK3A2      | b.d.                             | US Army                       |                                                                                                 |

### Granatniki
| Zdjęcie | Nazwa                             | Data wprowadzenia do użytkowania | Formacja użytkująca daną broń                              | Uwagi |
| ------- | --------------------------------- | -------------------------------- | ---------------------------------------------------------- | --- |
|         | Granatnik podwieszany M203/M203A1 | 1969                             | US Army                                                    | Dla karabinka M16 lub M4                                                                                  |
|         | Granatnik M320                    | 2009                             | US Army                                                    | Ma zastąpić granatniki M203. Granatnik M320 można montować do broni tak jak M203 lub używać samodzielnie. |
|         | Granatnik M79                     | 1961 (ponownie w 2003)           | US Army Special Forces (obecnie w ograniczonych ilościach) | Granatnik został wycofany w latach 70., lecz przywrócono go do użytku podczas II wojny w Iraku.           |

### Broń biała
| Zdjęcie | Nazwa                                | Data wprowadzenia do użytkowania | Formacja użytkująca daną broń | Uwagi                                                    |
| ------- | ------------------------------------ | -------------------------------- | ----------------------------- | -------------------------------------------------------- |
|         | Bagnet M7                            | 1964                             | US Army                       | Bagnet do karabinków M16 i M4                            |
|         | Bagnet M9                            | 1987                             | US Army                       | Bagnet do karabinków M16 i M4                            |
|         | Bagnet M11                           | b.d.                             | US Army                       | Wersja bagnetu M9 przeznaczona dla oddziałów saperskich. |
|         | Aircrew Survival Egress Knife (ASEK) | 2004                             | US Army: załogi latające      | Nóż survivalowy dla załóg latających US Army             |
|         | CRK The Yorbough                     | b.d.                             | US Army Special Forces        |                                                          |

## Broń zespołowa

### Karabiny maszynowe
| Zdjęcie | Nazwa                                         | Data wprowadzenia do użytkowania | Formacja użytkująca daną broń | Uwagi                                    |
| ------- | --------------------------------------------- | -------------------------------- | ----------------------------- | ---------------------------------------- |
|         | Karabin maszynowy M60                         | 1957                             | US Army: Jednostki tyłowe     | Zastępowany przez karabin maszynowy M240 |
|         | Karabin maszynowy M240B                       | 1977                             | US Army                       |                                          |
|         | Wielkokalibrowy karabin maszynowy Browning M2 | 1933                             | US Army                       |                                          |

### Granatniki
| Zdjęcie | Nazwa                              | Data wprowadzenia do użytkowania | Formacja użytkująca daną broń | Uwagi                                                      |
| ------- | ---------------------------------- | -------------------------------- | ----------------------------- | ---------------------------------------------------------- |
|         | Działo bezodrzutowe Carl Gustaf    | b.d.                             | 75 Pułk US Army Rangers       |                                                            |
|         | Granatnik automatyczny Mk 19 Mod 3 | 1982                             | US Army                       |                                                            |
|         | Granatnik przeciwpancerny M72 LAW  | lata 60.                         | US Army                       | Unowocześniona wersja używana obecnie m.in. w Afganistanie |
|         | Granatnik przeciwpancerny M136     | 1987                             | US Army                       |                                                            |

### Moździerze
| Zdjęcie | Nazwa          | Data wprowadzenia do użytkowania | Formacja użytkująca daną broń    | Uwagi |
| ------- | -------------- | -------------------------------- | -------------------------------- | ----- |
|         | Moździerz M224 | 1978                             | US Army                          |       |
|         | Moździerz M252 | 1986                             | US Army                          |       |
|         | Moździerz M120 | 1991                             | US Army: Piechota zmechanizowana |       |

### Przeciwpancerne i przeciwlotnicze zestawy rakietowe
| Zdjęcie | Nazwa                                            | Data wprowadzenia do użytkowania | Formacja użytkująca daną broń | Uwagi |
| ------- | ------------------------------------------------ | -------------------------------- | ----------------------------- | ----- |
|         | Przeciwpancerny zestaw rakietowy FGM-148 Javelin | 1996                             | US Army                       |       |
|         | Przeciwpancerny zestaw rakietowy TOW             | 1970                             | US Army                       |       |
|         | Przeciwlotniczy zestaw rakietowy Stinger         | 1981                             | US Army                       |       |

## Sprzęt ciężki

### Czołgi i niszczyciele czołgów
| Zdjęcie | Nazwa     | Data wprowadzenia do użytkowania | Liczba | Uwagi                                                     |
| ------- | --------- | -------------------------------- | ------ | --------------------------------------------------------- |
|         | M1 Abrams | 1980                             | 8 325  | 1547 M1A2, 4393 M1A1, 2385 M1                             |
|         | M1128 MGS | 2005                             | b.d.   | Zbudowany na podstawie transportera opancerzonego Stryker |

### Opancerzone transportery piechoty (kołowe i gąsienicowe)
| Zdjęcie | Nazwa             | Data wprowadzenia do użytkowania | Liczba                            | Uwagi                                                          |
| ------- | ----------------- | -------------------------------- | --------------------------------- | -------------------------------------------------------------- |
|         | M113              | 1960                             | 13 943 (6 700 w aktywnej służbie) | Planuje się wycofanie transporterów M113 w najbliższych latach |
|         | M2 Bradley        | 1980                             | 6 452                             |                                                                |
|         | M1126 Stryker ICV | 2002                             | b.d.                              |                                                                |
|         | Caiman            | b.d.                             | b.d.                              |                                                                |

### Samochody terenowe
| Zdjęcie | Nazwa                                               | Data wprowadzenia do użytkowania | Liczba                       | Uwagi                  |
| ------- | --------------------------------------------------- | -------------------------------- | ---------------------------- | ---------------------- |
|         | Polaris MV700 / MV800 4X4 ATV                       | 2001 (MV700) 2007 (MV800)        | b.d.                         |                        |
|         | M-Gator                                             | 1997                             | b.d.                         |                        |
|         | High Mobility Multi-Purpose Wheeled Vehicle (HMMWV) | 1984                             | ok. 160 000 (różnych wersji) |                        |
|         | M1151 Enhanced Armament Carrier                     | b.d.                             | b.d.                         | Ulepszona wersja HMMWV |
|         | Cougar JERRV                                        | 2005                             | b.d.                         |                        |
|         | RG-31 (MMPV)                                        | 2005                             | 516                          |                        |
|         | RG-33/RG-33L (MMPV)                                 | b.d.                             | b.d.                         |                        |

### Wozy rozpoznawcze
| Zdjęcie | Nazwa          | Data wprowadzenia do użytkowania | Liczba | Uwagi                        |
| ------- | -------------- | -------------------------------- | ------ | ---------------------------- |
|         | M3 Bradley CFV | 1981                             | 1200   | Zwiadowcza wersja M2 Bradley |
|         | M1127 RV       | b.d.                             | b.d.   | Zwiadowcza wersja Stryker    |

### Artyleria
| Zdjęcie | Nazwa                                                    | Data wprowadzenia do użytkowania | Liczba | Uwagi                                                    |
| ------- | -------------------------------------------------------- | -------------------------------- | ------ | -------------------------------------------------------- |
|         | Haubica samobieżna M109A6 Paladin                        | 1962 (pierwsza wersja)           | 975    |                                                          |
|         | Haubica M119                                             | 1989                             | 500    |                                                          |
|         | Haubica M198                                             | 1979                             | 653    | Ma zostać zastąpiona przez haubicę M777                  |
|         | Haubica M777                                             | 2005                             | 638    |                                                          |
|         | Samobieżna wyrzutnia rakiet M270 MLRS                    | 1983                             | 990    |                                                          |
|         | Samobieżna wyrzutnia rakiet M142 HIMARS                  | 2005                             | 340    |                                                          |
|         | Moździerz samobieżny M1129 MCV-B                         | 2005                             | b.d.   | Zbudowany na podwoziu transportera opancerzonego Stryker |
|         | Samobieżna wyrzutnia rakiet przeciwpancernych M1134 ATGM | b.d.                             | b.d.   | Zbudowany na podwoziu transportera opancerzonego Stryker |

### Broń przeciwlotnicza i przeciwrakietowa
| Zdjęcie | Nazwa           | Data wprowadzenia do użytkowania | Liczba   | Uwagi |
| ------- | --------------- | -------------------------------- | -------- | ----- |
|         | M1097 Avenger   | 1993                             | ok. 1000 |       |
|         | MIM-104 Patriot | 1984                             | 1106     |       |
|         | Patriot PAC-3   | 1995                             |          |       |

### Samoloty i śmigłowce
| Zdjęcie | Nazwa                                                  | Data wprowadzenia do użytkowania | Liczba | Uwagi                                                                                  |
| ------- | ------------------------------------------------------ | -------------------------------- | ------ | -------------------------------------------------------------------------------------- |
|         | Samolot C-12/RC-12 Huron                               | 1974                             | 84     | Wersje transportowe: C12A, C12C, C12D, C12F i wersje rozpoznawcze RC-12D RC-12H RC-12K |
|         | Samolot C-26 Metroliner                                | lata 80.                         | 11     |                                                                                        |
|         | Samolot UC-35                                          | b.d.                             | 27     | Wersje: UC-35A i UC-35B                                                                |
|         | Samolot O-5/EO-5/RC-7                                  | b.d.                             | 10     | Wersje: O-5A, EO-5B i RC-7B.                                                           |
|         | Śmigłowiec wielozadaniowy MH-6 Little Bird             | 1980                             | 47     |                                                                                        |
|         | Śmigłowiec szturmowy AH-64 Apache                      | 1986                             | ~2000  | Wersje: AH-64D i AH-64E                                                                |
|         | Śmigłowiec transportowy CH-47 Chinook                  | 1962                             | 466    | Wersje: CH-47D i CH-47F                                                                |
|         | Śmigłowiec wielozadaniowy MH-47 Chinook                | b.d.                             | 61     | Wersje: MH-47D, MH-47E i MH-47G                                                        |
|         | Śmigłowiec wielozadaniowy UH-60/MH-60/EH-60 Black Hawk | 1979                             | 2080   | Wersje: EH-60A (walki elektronicznej), MH-60K, MH-60L, UH-60A, UH-60L i UH-60M         |
|         | Śmigłowiec obserwacyjny OH-58D Kiowa Warrior           | 1969                             | 488    | Wersje: OH-58A, OH-58C, OH-58D i OH-58F                                                |
|         | Śmigłowiec szkolny TH-67 Creek                         | 1993                             | 163    |                                                                                        |
|         | Śmigłowiec UH-72A Lakota                               | 2006                             | 338    |                                                                                        |

### Bezzałogowe aparaty latające (UAV)
| Zdjęcie | Nazwa                    | Data wprowadzenia do użytkowania | Liczba | Uwagi                         |
| ------- | ------------------------ | -------------------------------- | ------ | ----------------------------- |
|         | RQ-5 Hunter              | 1996                             | b.d.   | Obecnie w ograniczonym użyciu |
|         | RQ-7 Shadow              | 2001                             | b.d.   |                               |
|         | RQ-11 Raven Aero         | 2005/2006                        | b.d.   |                               |
|         | MQ-1C Warrior/Grey Eagle | 2010                             | 132    |                               |

### Wozy zabezpieczenia technicznego
| Zdjęcie | Nazwa                | Data wprowadzenia do użytkowania | Liczba | Uwagi                     |
| ------- | -------------------- | -------------------------------- | ------ | ------------------------- |
|         | M88 Recovery Vehicle | 1961 (wersja M88)                | 629    | Wersje:M88, M88A1 i M88A2 |

### Wozy dowodzenia
| Zdjęcie | Nazwa                                | Data wprowadzenia do użytkowania | Liczba | Uwagi                                             |
| ------- | ------------------------------------ | -------------------------------- | ------ | ------------------------------------------------- |
|         | M577                                 | b.d.                             | b.d.   | Wóz dowodzenia zbudowany na podstawie M113        |
|         | M4 Command and Control Vehicle (C2V) | b.d.                             | ok. 25 | Wóz dowodzenia zbudowany na podstawie M2 Bradley  |
|         | M1130 CV                             | b.d.                             | b.d.   | Wóz dowodzenia zbudowany na podstawie KTO Stryker |

### Sprzęt sanitarny
| Zdjęcie | Nazwa                             | Data wprowadzenia do użytkowania | Liczba | Uwagi                                    |
| ------- | --------------------------------- | -------------------------------- | ------ | ---------------------------------------- |
|         | Ambulans M997                     | b.d.                             | b.d.   | Pojazd zbudowany na podwoziu HMMWV       |
|         | Wóz ewakuacji medycznej M1133 MEV | b.d.                             | b.d.   | Pojazd zbudowany na podwoziu KTO Stryker |

### Sprzęt specjalistyczny
| Zdjęcie | Nazwa                                       | Data wprowadzenia do użytkowania | Liczba             | Uwagi                                                    |
| ------- | ------------------------------------------- | -------------------------------- | ------------------ | -------------------------------------------------------- |
|         | Pojazd inżynieryjny M728                    | 1965                             | b.d.               | Pojazdy przeniesione do jednostek rezerowowych           |
|         | Pojazd inżynieryjny M9                      | 1986                             | 447                |                                                          |
|         | Pojazd inżynieryjny M1132 ESV               | b.d.                             | b.d.               | Pojazd inżynieryjny zbudowany na podstawie KTO Stryker   |
|         | Buffalo                                     | 2004                             | 200                |                                                          |
|         | Husky VMMD (Vehicle Mounted Mine Detector)  | b.d.                             | 256 (stan na 2010) |                                                          |
|         | JCB High Mobility Engineer Excavator (HMEE) | b.d.                             | 800                |                                                          |
|         | Most czołgowy M60 AVLB                      | 1967                             | b.d.               | Zbudowany na podwoziu czołgu M60 Patton                  |
|         | Most czołgowy M104 Wolverine                | 2003                             | 44                 | Zbudowany na podwoziu czołgu M1A2 Abrams                 |
|         | Wóz kierowania ogniem M7 Bradley FiST-V     | b.d.                             | b.d.               | Wóz kierowania ogniem zbudowany na podstawie M2 Bradley  |
|         | Wóz kierowania ogniem M1131 FSV             | b.d.                             | b.d.               | Wóz kierowania ogniem zbudowany na podstawie KTO Stryker |
|         | Wóz rozpoznania NBC M93 FOX                 | 1998                             | b.d.               |                                                          |
|         | Wóz rozpoznania NBC M1135 NBCRV             | 2007                             | b.d.               | Zbudowany na podstawie KTO Stryker                       |

### Ciężarówki
| Zdjęcie | Nazwa      | Data wprowadzenia do użytkowania | Liczba     | Uwagi         |
| ------- | ---------- | -------------------------------- | ---------- | ------------- |
|         | M939       | lata 80.                         | ok. 32 000 |               |
|         | FMTV       | 1996                             | ok. 44 000 | Następcy M939 |
|         | HEMTT      | 1982                             | 27 400     |               |
|         | M1070 HETS | 1993                             | 2400       |               |

### Jednostki pływające
| Zdjęcie | Nazwa                                            | Data wprowadzenia do użytkowania | Liczba | Uwagi |
| ------- | ------------------------------------------------ | -------------------------------- | ------ | ----- |
|         | USAV "Spearhead" (TSV-X1)                        | 2002                             | 1      |       |
|         | okręty transportowe typu General Frank S. Besson | 1988                             | 8      |       |
|         | USAV "Worthy" (T-AGOS-14)                        | 1995 (US Army)                   | 1      |       |
|         | okręty desantowe typu Runnymede                  | 1990                             | 35     |       |
|         | holowniki typu MGen. Nathanael Greene            | 1994                             | 6      |       |